# Šmu'el Gonen
Šmue´l „Gorodiš“ Gonen (5. dubna 1930, Vilno – 30. září 1991, Milán) byl izraelský generál, velitel izraelských jednotek v několika válkách, velitel Jižního velitelství IOS a posléze podnikatel. Je jedním z izraelských velitelů, kterým byla přisuzována vina za izraelské neúspěchy během Jomkipurské války.

## Mládí
Narodil se ve Vilnu, v tehdejším Polsku (dnešní Litva). Ve věku tří let se s rodiči přestěhoval do Palestiny. Zde navštěvoval ješivu.

## Vojenská kariéra
Před založením Státu Izrael a IOS sloužil od roku 1944 v Haganě. V řadách Palmachu se zúčastnil války za nezávislost, bojoval i v bitvě o Jeruzalém. Po válce vstoupil do nově založených IOS. Svou kariéru spojil s obrněnými jednotkami. V hodnosti majora v čele tankového praporu absolvoval Suezskou válku, ve které byl vyznamenán Medailí za odvahu. Po válce velel první izraelské tankové brigádě sestavené z tanků Centurion. Během své vojenské kariéry byl vnímán jako náročný velitel. V roce 1967 velel tankovému sboru během bitvy o Karamé, jejíž průběh a výsledek jej dodnes vnímán rozporuplně. V Šestidenní válce velel tankové brigádě, jež se účastnila bojů v Rafahu a podílela se na obsazování Sinajského poloostrova. 15. července 1973 nahradil Ariela Šarona na pozici náčelníka Jižního velitelství.

### Jomkipurská válka
Gonenova reakce na egyptský útok na Sinajský poloostrov a jeho velitelská činnost během prvních dnů Jomkipurské války je vnímána jako selhání, které vyvrcholilo 8. října katastrofálním izraelským protiútokem. 10. října 1973 byl gen. Chajimem Bar Levem odvolán ze své funkce. Po válce byl vyšetřován Agranatovou komisí, která konstatovala že ... nesplnil své povinnosti a nese odpovědnost za situaci, ve které se ocitli naši vojáci...
Po zveřejnění prozatímní zprávy Agranatovy komise byl zbaven velení. To mu bylo sice vráceno po zveřejnění závěrečné zprávy komise, ale v očích médií a veřejnosti se své zodpovědnosti za počáteční fiaska nezbavil.

## Po válce
Po svém odchodu z IOS odešel v roce 1974 do Afriky, kde se věnoval podnikatelským aktivitám v oblasti prodeje zbraní a hledání diamantů. Podle některých tvrzení se snažil zbohatnout, aby mohl za pomoci najatých právníků zvrátit tvrzení Agranatovy komise a očistit své jméno. Do Izraele se s výjimkou několika krátkých návštěv již nikdy nevrátil. Byl ženatý a měl dvě děti.
Zemřel na infarkt v Miláně, v Itálii, když cestoval ze Spojených států do Izraele. Pohřben je na vojenském hřbitově Kirjat Šaul v Izraeli.

## Ohlasy v kultuře
Jeho životem se zabývá divadelní hra Gorodiš od izraelského dramatika Hilela Mittelpunkta.